# Fraijanes
Fraijanes – miasto w Gwatemali, w departamencie Gwatemala. W 2006 roku liczyło około 37,4 tys. mieszkańców. Przemysł spożywczy, włókienniczy.